# Мігас
Мігас (ісп. migas, порт. migas — «крихти») — страва в іспанській та португальській кухнях. Ця ж назва використовується для різних страв в мексиканській та текс-мексичній кухнях.

## Піренейські мігаси

### Іспанський мігас
Мігас — традиційна страва іспанської кухні. Спочатку це була страва на сніданок, в якій використовувалися залишки хліба або торти. Мігас зазвичай подається як перша страва на обід або вечерю в ресторанах Іспанії.

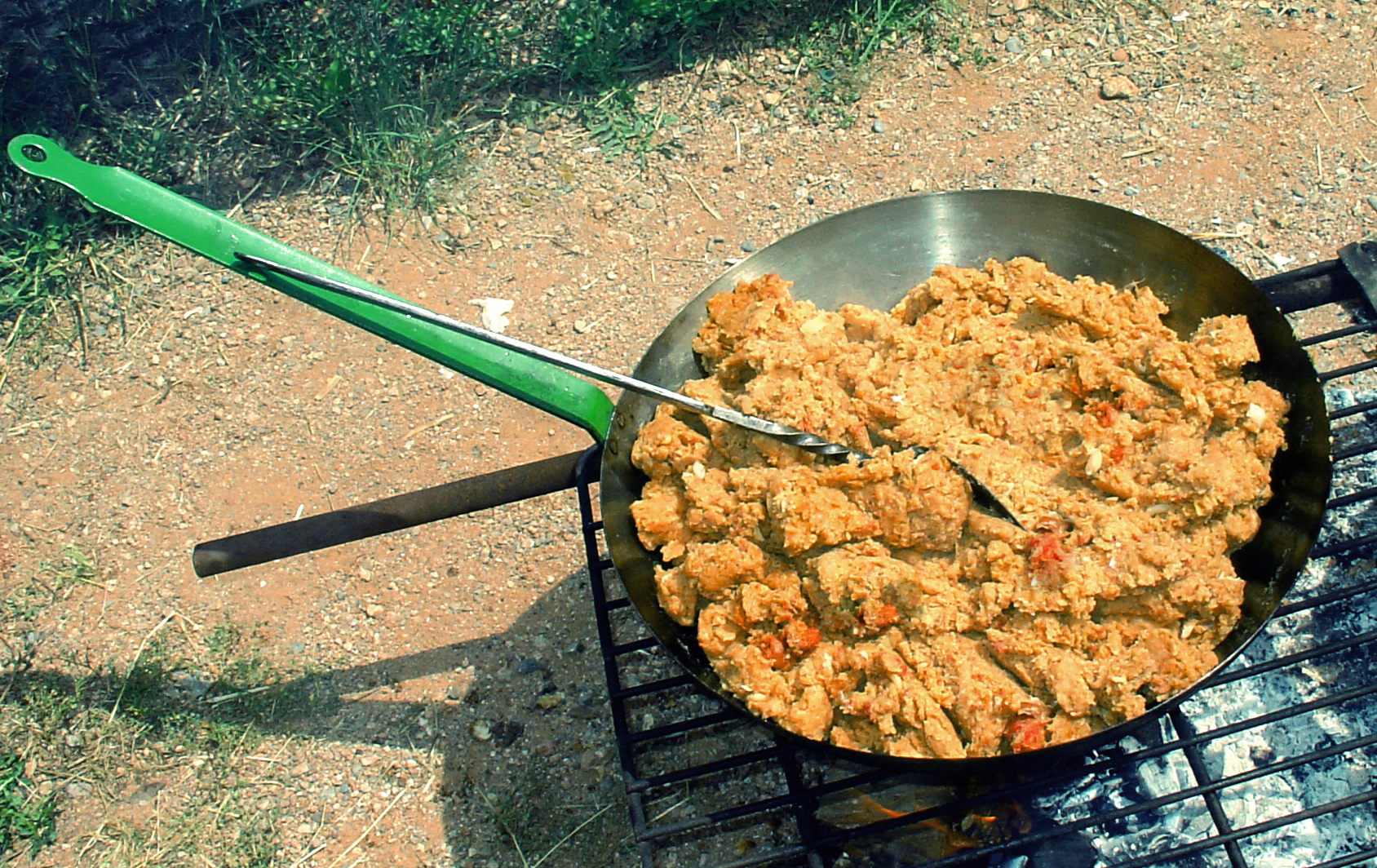
Андалузький мігас

В різних провінціях Іспанії інгредієнти мігаса відрізняються один від одного.
У Естремадурі ця страва складається з одноденного хлібу, змоченого у воді, часнику, паприки та оливкової олії, містить шпинат або люцерну, часто подається зі смаженими свинячими реберцями.
У Теруелі, Арагон, мігас включає чорізо і бекон, і його часто подають з виноградом.
У Ла-Манчі мігас манхегас є більш досконалою стравою, і складається в основному з тих інгредієнтів що і у арагонському мігасі.
У Гранаді, Альмерії та Мурсії, на південному сході Іспанії, мігас схожий на північноафриканський кускус, готують використовуючи борошно та воду, але без хліба. Страва зазвичай містить різноманітні інгредієнти, включаючи рибу. Андалузькі міги часто їдять із сардинами у вигляді тапа, та у вигляді смажених сухарів. У деяких місцях страва складається з матанзи (м'яса тварин) і подається з тушкованим рагу, включаючи згущену кров, печінку, нирки та інші субпродукти, які традиційно їдять відразу після в'ялення свині, вівці чи кози. Мігас часто готують над відкритою плитою або вугіллям. У Гранаді та Альмерії традиційно роблять мігаси, коли йде дощ.

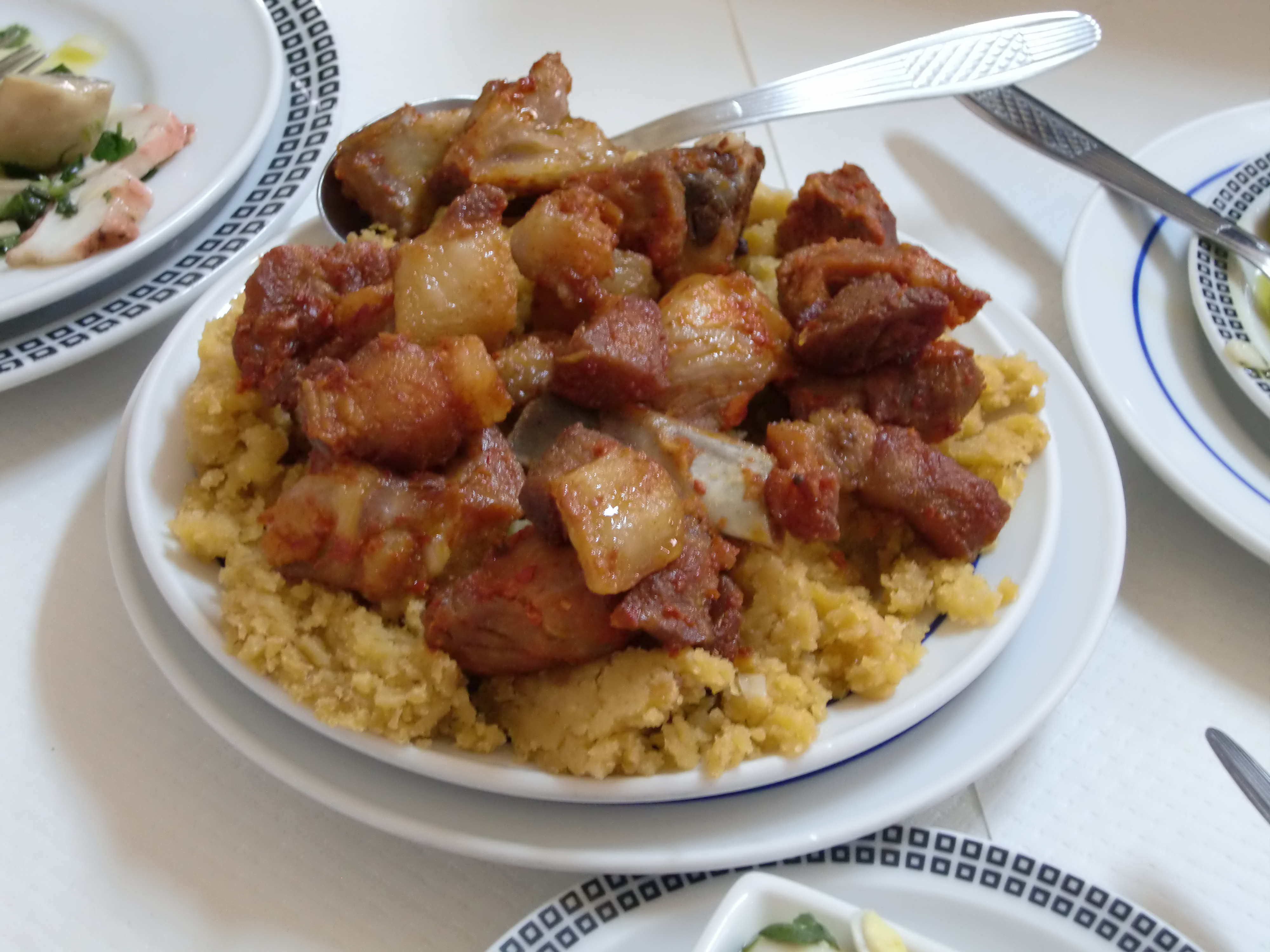
Мігас Алентежу

### Португальські мігаси
Мігас є традиційною стравою і в португальській кухні. Зазвичай його виготовляють із залишкового хліба, або пшеничного хліба, який традиційно асоціюється з регіоном Алентежу на півдні Португалії, або кукурудзяного хліба, який виготовляють і вживають у Бейрі. В Алентежу мігас також можна робити з картоплею (migas de batata), однак хліб не включається в склад страви.
Постійний інгредієнт мігаса. — це часник і оливкова олія. Інші інгредієнти, такі як крапельне м'ясо зі свинини, дика спаржа, помідори, приправи, паста з червоного перцю та свіжий коріандр, зазвичай включаються в «Алентежу», тоді як в Бейра до інших інгредієнтів зазвичай входить зварена капуста, нарізана в стилі кальдо-верде, варена квасоля (пінто, чорноокий горошок або проста квасоля), а іноді і варений рис.
Мігас зазвичай супроводжується вживанням м'яса або інших основних страв.

## Північноамериканські міги

### Мексиканський мігас

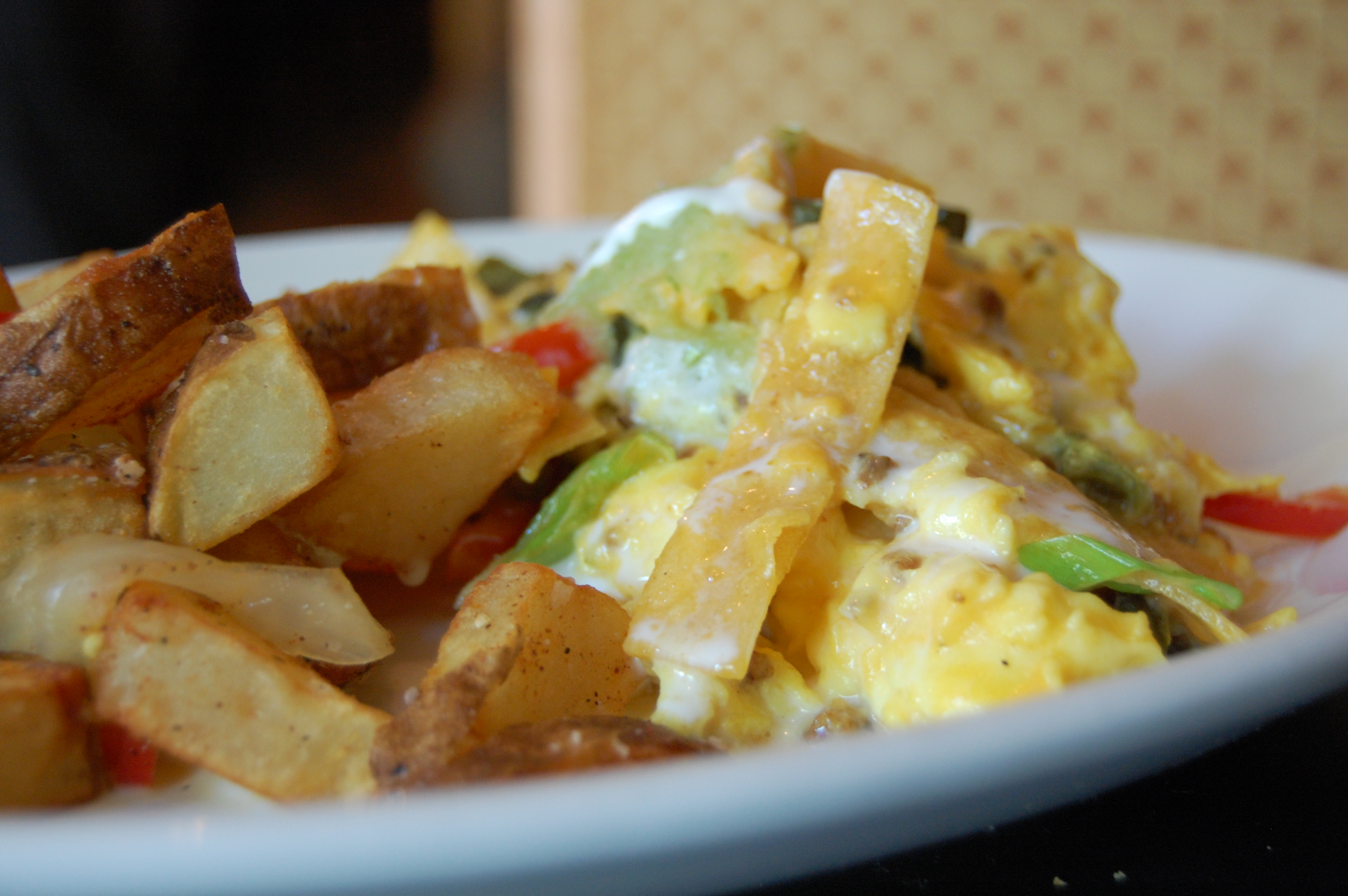
Текс-мексиканський мігас

У різних районах Мексики мігас — традиційна страва для сніданку, що складається зі смужок кукурудзяної тортили, обсмажених на сковороді або на грилі до майже хрусткого стану, до яких потім додаються яйця для створення яєчної / смаженої суміші тортили. Цей препарат використовує затверділі кукурудзяні коржі, що залишилися від попередніх страв. Хілакілес — це схожа страва, яка замінює сальсу яйцями під час варіння. Обидва — ситні, недорогі сніданки робочого класу.
У Мехіко також є своя версія мігаса. Виглядає він як часниковий суп, загущений нарізаним білим хлібом. Його зазвичай ароматизують невеликою кількістю свинячого м'яса та кістками, шинкою, епазотом, орегано та різними видами інших сушених перців. Подається теплим, і окремо в кожну тарілку зазвичай додається сире яйце, при цьому шанувальники страви мусять почекати доки воно повільно приготується теплим супом. Це дуже популярна страва в центрі міста Мехіко, особливо в Тепіто.

### Текс-мексиканський мігас
Існує також текс-мексиканська варіація мігаса. Сюди входять додаткові інгредієнти, такі як нарізана кубиками цибуля, нарізаний червоний перець, нарізаний кубиками свіжий помідор або сир, а також різні спеції та приправи (наприклад, сальса або піко де галло). Ще одна поширена варіація — додати чорізо до стандартних інгредієнтів.
Мігас, як правило, подається з обсмаженою квасолею, а кукурудзяні або борошняні коржі можуть використовуватися для складання всіх інгредієнтів в тако. Такі сніданки Migas популярні в Техасі.
У деяких районах його, можливо, традиційно їли і під час посту.